# 施拉特
施拉特是德国莱茵兰-普法尔茨州的一个市镇。总面积4.96平方公里，总人口115人，其中男性61人，女性54人（2011年12月31日），人口密度23人/平方公里。